# Hydrachna miliaria
Hydrachna miliaria är en kvalsterart som beskrevs av Berlese 1888. Hydrachna miliaria ingår i släktet Hydrachna och familjen Hydrachnidae. Inga underarter finns listade i Catalogue of Life.